# Palazzo Neroni
Palazzo Neroni è un ediicio storico del centro di Firenze, situato in via de' Ginori 7, con un accesso posteriore anche in via della Stufa 4r-6r.
Il palazzo appare nell'elenco redatto nel 1901 dalla Direzione Generale delle Antichità e Belle Arti, quale edificio monumentale da considerare patrimonio artistico nazionale.

## Storia

### Il Quattrocento
Il palazzo, dopo essere stato a lungo identificato con la "casa per mio abitare" denunciata al catasto da Diotisalvi Neroni nel 1451 (che è invece da indicarsi nel Palazzo Barbolani di Montauto, al civico 9) è stato recentemente ricondotto a una edificazione promossa tra il 1461 e il 1469 dal fratello di questi, Nigi.
Nigi Neroni, che già abitava nel 1447 una casa posta in questo luogo e acquistata dai Da Sommaia, aveva ampliato la proprietà della famiglia accorpando al nucleo iniziale ulteriori edifici acquistati dai Della Stufa (1461), dai Di Fruosino e infine dai Sansalvi (1463), di modo che, oramai in esilio a Prato per le sfortune subite dalla famiglia, nel 1469 dichiarava che "di tutte le sopradette chase ho fatto le spese della mia abitazione che quelli numeri sommando avrò speso ogni mia sostanza". La generazione successiva a Nerone però, in particolare a opera di Diotisalvi Neroni, complottò contro Piero de' Medici subendo per questo l'esilio. Tutta la famiglia Neroni fu accusata di complicità, compreso l'arcivescovo Giovanni Neroni, e subì la confisca dei beni, tra cui il contiguo edificio oggi noto come palazzo Barbolani di Montauto. Per il suo ruolo marginale, a Nigi fu tuttavia risparmiata la confisca. Per questo il palazzo restò alla sua discendenza.
Prima di queste precisazioni, più di uno studioso aveva proposto una contemporaneità del cantiere con quello dell'antistante palazzo Medici, in ragione delle assonanze tra i possenti bugnati di ambedue gli edifici, e una conseguente attribuzione a Michelozzo, che tuttavia, in questo edificio, avrebbe offerto «un'architettura dignitosa ma per nulla originale, quasi fosse il replay di una lunga serie di già sperimentate forme architettoniche».

### Vicende successive
Passato nel 1564 alla famiglia Bracci, il palazzo fu ampliato nel Seicento verso via della Stufa, con la realizzazione di alcuni ambienti destinati a stalle e rimesse. Alla fine del Settecento il palazzo passò ai Roffia Morelli che tuttavia, dopo breve tempo, lo cedettero agli Albizzi (1816). La casa divenne così abitazione di Amerigo degli Albizzi, previ lavori di abbellimento interno, sia di decorazione sia di riconfigurazione di alcuni ambienti, databili al 1819. 
Altri lavori e riadattamenti furono promossi tra il 1864 e il 1865, poco prima che la proprietà venisse venduta ai Gatteschi (1870) e quindi ai Donati (1893). Nel 1920 il palazzo fu acquistato dalla Banca Immobiliare Italiana e nello stesso anno alienato e ceduto alla famiglia ebraica degli Ottolenghi che, nell'estate del 1922, provvidero a restaurare la facciata. A seguito della forzata fuga degli Ottolenghi negli anni trenta in Palestina, il palazzo fu locato a terzi e conobbe un periodo di usi impropri e progressivo degrado. 
Nel 1987 il palazzo fu acquistato dal Ministero per i Beni e le Attività Culturali tramite l'esercizio del diritto di prelazione durante una compravendita (in quanto immobile vincolato), e tra il 1989 e il 1996 fu interessato da un esteso cantiere di restauro e di adeguamento. L'intervento, forte di scrupolose attività di ricerca, da una parte valorizzò gli elementi riconducibili al palazzo quattrocentesco, dall'altra recuperò gli spazi ottocenteschi, più documentati e conservati, in modo particolare per le estese decorazioni del piano terreno. Sempre nell'ambito del cantiere fu rinvenuta, nel 1991, la loggia minore del terreno, del tutto occultata da una spessa muratura. 
Il palazzo è attualmente sede della Soprintendenza Archivistica per la Toscana. 

## Descrizione
Il palazzo spicca tra gli altri della via per lo spesso bugnato rustico che sporge sulla facciata al pian terreno dandole un aspetto particolarmente solido e imponente. Il fronte è organizzato su tre piani per quattro assi, con il portale, incorniciato da conci orientati, in corrispondenza del secondo asse. Le finestre sono rettangolari al piano terra, di dimensioni varie; ai piani superiori sono invece centinate, sottolineate da cornici marcapiano, su intonaco. Al centro della facciata spicca lo stemma dei Neroni (qui senza smalti, allo scaglione di vaio), presente anche nella casa sulla sinistra.
All'interno, fatta eccezione per il cortile loggiato su un lato, con due arcate sorrette da una colonna e due semicolonne con capitelli quattrocenteschi, l'aspetto è prevalentemente otto-novecentesco, con alcune decorazioni di gusto liberty risalenti ai primi decenni del Novecento.